# Seget Donji
Seget Donji je naselje uz jadransku obalu. Nalazi se zapadno od Trogira, na kojeg se nastavlja i predstavlja prirodni produžetak. Administrativno pripada općini Seget i njeno je sjedište. Kulturno-povijesno središte Segeta Donjeg je sagrađeno kao tip zatvorenog, pravokutnog naselja.

## Povijest
Seget Donji je najveće naselje u sastavu općine Seget. Smješten je dva kilometra zapadno od UNESCO-ova grada Trogira i ima dugu turističku tradiciju. Zahvaljujući blagoj klimi, stanovništvo se i danas bavi poljoprivredom i ribarstvom. Stara jezgra Segeta Donjeg je malo ribarsko mjesto, smješteno unutar pravokutnog srednjovjekovnog kaštela, napravljenog prema modelu monumentalne Dioklecijanove palače. Za nadnevak utemeljenja Segeta možemo uzeti 13. siječnja 1564., kada je trogirski knez Augustin Bembo izdao dozvolu Jakovu ( tal. Giaccomo) Rotondu, pisaru gradske blagajne, da sagradi kulu i pored nje utvrđeno selo. U to utvrđeno selo uskoro su se počeli spuštati seljaci iz raštrkanih sela, radi lakše obrane pred osmanlijskim napadima. Poput splitskih i trogirskih kaštela koji su nastali na zapadnoj strani Trogira, izgradnjom Segeta obrambene utvrde se šire prema istoku do Marine. Segetski kaštel predstavlja vrijedan spomenik dalmatinskog urbanizma. Seget se sve do 17. stoljeća nazivao i Kaštel Rotondo, da bi od sredine 17. stoljeća zaživjelo ime Seget, dok stari naziv potpuno nestaje. O antičkoj prošlosti na području Segeta svjedoče dva žrtvenika posvećena grčkom junaku Heraklu, koji su pronađeni u kamenolomu ispod brda sv. Ilije. U okolnom polju se nalazi više crkvica, od kojih su najstarije ruševine crkvice sv. Danijela iz ranog srednjeg vijeka. U samom jezgri nalazi se barokna crkva Gospe od Ružarija (Ruzarice) koja je sagrađena 1758. godine, na temeljima manje crkve Gospe od Ružarija i sv. Antuna Padovanskog, koja je prethodno srušena. U crkvi se čuva gotičko oslikano raspelo iz XIV. stoljeća i oslikani drveni triptih, djelo Blaža Jurjeva Trogiranina.
Seget je osnovan 13.1.1564 godine odlukom mletačkog kneza i kapetana Trogira Augustina Bemba kojom je dopušteno Jakovu Rotondu pisaru trogirske gradske blagajne izgraditi kaštel u kojem će se skloniti i on i njegovi seljaci u slučaju ratne opasnosti. Seget je jedno od više utvrđenja nastalih oko Trogira (sedam kaštela istočno i dva zapadno) u 15. i 16. stoljeću. 
Pod pritiskom i turskih pustošenja i izričite naredbe mletačkih vlasti tijekom 16. i 17. stoljeća seljaci okolnih sela (Smokvica, Vraca-danas više ne postoje već su lokaliteti u Gornjem Segetu) su se naselili u ovaj novoizgrađeni kaštel kao što su se seljaci kaštelanskog polja uselili svoje kaštele. Kad je 300 poljičkih porodica pod vodstvom Janka Marjanovića godine 1570. prebjeglo s osmanskog teritorija na mletački, dio tih obitelji naseljen je na splitskom a dio na trogirskom području pa su tom prigodom stigli u Seget i poljički doseljenici.
Nakon Kandijskog rata godne 1699. je kršćanski narod iz turskog teritorija masovno i organizirano prelazio na mletački; tu su izbjeglice smještane na takozvanu Novu stečevinu (Aquisto Nuovo) - teritorij osvojen od Turaka čime se i teritorij trogirske komune proširio za područje današnjeg Segeta Gornjeg. Godine 1711. je na trogirskom području izvršen popis vlasnika zemljišta i stoke. U Segetu je tada izbrojano ukupno 52 obitelji s ukupno 343 osobe. Iz broja komada krupne stoke koje su posjedovali segećani (29 konja, 106 volova, 158 krava, 58 telića i 3249 komada sitne stoke ) vidi se da su pretežito živjeli od stočarstva.
Godine 1743. zabilježeno je 90 obitelji i 649 osoba.
Austrijski popisi govore o daljnjem rastu broja stanovnika od 1021 stanovnika godine 1880.-te preko 1443 stanovnika godine 1900.te pa do 2035 stanovnika godine 1961. (Izvor: NARODNOSTNI I VJERSKI SASTAV STANOVNIŠTVA HRVATSKE
1880-1991. PO NASELJMA, REPBLIKA HRVATSKA DZS, ZAGREB 1998.)
Tijekom ta dva stoljeća (od XVIII do XX)  došlo je do gotovo potpunog preseljenja stanovništva iz Gornjeg Segeta u Donji Seget vjerojatno uzrokovanog prelaskom s glavne djelatnosti poljoprivrede i sitnog stočarstva na turizam.

## Stanovništvo
Prema popisu stanovnika iz 2001., Seget Donji ima 2.466 stanovnika.
Jedino autohtono, apsolutno i većinsko stanovništvo Segeta Donjeg su Hrvati, potomci romaniziranih Ilira, Avara i Slavena, koji su se naselili u to područje u 7. stoljeću, i još srednjovjekovnom genetskom primjesom zbog čestih upada turskih janjičara. Međutim, mletački izvori tvrde da se u kaštel naseljavaju i Morlaci - Vlasi, romanski narod stočarsko-nomadskog zanimanja.
| broj stanovnika |       |       |       |       |       | 104   |       |       | 754   | 795   | 987   | 1277  | 1654  | 2334  | 2466  | 2681  | 2530  |
|                 | 1857. | 1869. | 1880. | 1890. | 1900. | 1910. | 1921. | 1931. | 1948. | 1953. | 1961. | 1971. | 1981. | 1991. | 2001. | 2011. | 2021. |

## Gospodarstvo
Stanovništvo se bavi turizmom, ribarstvom i poljoprivredom.

## Spomenici i znamenitosti
- crkva Gospe od Konacvina
- crkva Gospe od Sniga
- kula Statilić
- Spomenik palim partizanskim borcima i civilnim žrtvama fašističkog terora Segeta Donjeg i Seget Vranjice, autor Fabjan Bakulić, godina postavljanja 1954.

## Šport
Mjesto je bilo domaćin II. Europskoga prvenstva u šahu za gluhe, od 5. do 13. travnja 2025.

## Poznate osobe
- Miho Barada, hrvatski povjesničar
- Vinko Lozovina, hrvatski književni povjesničar i talijanist
- Frane Šore Čelik, komunistički revolucionar, organizator ustanka u Segetu Donjem
- Jozo Lozovina Mosor, komunistički revolucionar, rukovoditelj ustanka u kotaru Trogir i narodni heroj Jugoslavije
- Milijada Barada r. Guina, hrvatska pjesnikinja i slikarica,[7][8] rodom iz Trogira
- Goran Dodig, hrvatski političar i psihijatar, proljećar i saborski zastupnik, rodom s Ugljana[9]
- Miho Barada, hrvatski agronom i katolički karizmatik
- Joško Ševo, hrvatski kazališni glumac
- Marko Šore, turistički djelatnik i društveno-politički radnik, saborski zastupnik u SRH
- Vinko Zulim Virulica, 1. načelnik općine Seget, saborski zastupnik[10]